# Pionniers de Touraine 2004
Questa voce raccoglie le informazioni riguardanti i Pionniers de Touraine nelle competizioni ufficiali della stagione 2004.

## Conference Ouest 2004

### Stagione regolare
| 4 aprile 2004 1ª giornata | Pionniers de Touraine | 0 – 40 | Dockers de Nantes |  |

| 4 aprile 2004 1ª giornata | Pionniers de Touraine | 0 – 6 | Margouillats de Rezé |  |

| 16-23 maggio 2004 2ª giornata | Dockers de Nantes | v – p (a tavolino) | Pionniers de Touraine |  |

| 16-23 maggio 2004 2ª giornata | Margouillats de Rezé | v – p (a tavolino) | Pionniers de Touraine |  |

## Statistiche di squadra
| Competizione      | %Vittorie | In casa | In casa | In casa | In casa | In casa | In casa | In trasferta | In trasferta | In trasferta | In trasferta | In trasferta | In trasferta | Totale | Totale | Totale | Totale | Totale | Totale |
| Competizione      | %Vittorie | G       | V       | N       | P       | Pf      | Ps      | G            | V            | N            | P            | Pf           | Ps           | G      | V      | N      | P      | Pf     | Ps     |
| ----------------- | --------- | ------- | ------- | ------- | ------- | ------- | ------- | ------------ | ------------ | ------------ | ------------ | ------------ | ------------ | ------ | ------ | ------ | ------ | ------ | ------ |
| Stagione regolare | .000      | 2       | 0       | 0       | 2       | 0       | 46      | 0            | 0            | 0            | 0            | 0            | 0            | 2      | 0      | 0      | 2      | 0      | 46     |
| Totale            | .000      | 2       | 0       | 0       | 2       | 0       | 46      | 0            | 0            | 0            | 0            | 0            | 0            | 2      | 0      | 0      | 2      | 0      | 46     |